# Jingkou, Guangdong
Jingkou (kinesiska: 迳口) är en köping i sydöstra Kina. Den ligger i Sihui i staden Zhaoqing i provinsen Guangdong, omkring 61 kilometer nordväst om provinshuvudstaden Guangzhou. Antalet invånare är 12 669. Befolkningen består av 6 260 kvinnor och 6 409 män. Barn under 15 år utgör 13,0 %, vuxna 15-64 år 70 %, och äldre över 65 år 15,0 %.